# Arctotis frutescens
Arctotis frutescens es una especie de planta herbácea perteneciente a la familia Asteraceae. Es endémica de  Namibia. Su hábitat natural son las áreas rocosas. Está tratada en peligro de extinción por la pérdida de hábitat.

## Descripción
Es un arbusto perennifolio, de tamaño pequeño que alcanza los  0,2 a 0,5 m de altura.

## Taxonomía
Arctotis frutescens fue descrita por Nils Tycho Norlindh y publicado en Svensk Bot. Tidskr. lxi. 24 (1967).